# Сан Прери (Висконсин)
Сан Прери (енгл. Sun Prairie) град је у америчкој савезној држави Висконсин.

## Демографија
По попису из 2010. године број становника је 29.364, што је 8.995 (44,2%) становника више него 2000. године.
| Група             | 2000.          | 2010.          |
| Белци             | 18.571 (91,2%) | 24.362 (83,0%) |
| Афроамериканци    | 631 (3,1%)     | 1.804 (6,1%)   |
| Азијати           | 273 (1,3%)     | 1.077 (3,7%)   |
| Хиспаноамериканци | 555 (2,7%)     | 1.253 (4,3%)   |
| Укупно            | 20.369         | 29.364         |